# Diakovce
Diakovce és un poble i municipi d'Eslovàquia que es troba a la regió de Nitra, al sud-oest del país. El 2011 tenia 2.204 habitants.

## Demografia
| Godina             | 1994 | 2004   | 2014   | 2024   |
| ------------------ | ---- | ------ | ------ | ------ |
| Nombre de persones | 2113 | 2223   | 2259   | 2377   |
| Diferència         |      | +5,20% | +1,61% | +5,22% |

| Godina             | 2023 | 2024   |
| ------------------ | ---- | ------ |
| Nombre de persones | 2380 | 2377   |
| Diferència         |      | −0,12% |